# Estadio Nacional de Barbados
El Estadio Nacional de Barbados (en inglés: Barbados National Stadium) fue inaugurado oficialmente el 23 de octubre de 1970, se trata de un estadio multiuso al aire libre en Waterford, St. Michael, en la isla caribeña de Barbados. Situado aproximadamente 4,3 km al nordeste de Bridgetown se encuentra junto a la autopista 3. El estadio se utiliza actualmente sobre todo para los partidos de fútbol. El espacio tiene capacidad para recibir hasta 15.000 espectadores. En 2006, la FIFA criticó el estadio nacional de fútbol de Barbados cuando el país estaba esperando para demoler y reconstruir el espacio antes de que empezara su campaña de clasificación para la Copa Mundial de 2010.